# Semorina iris
Semorina iris är en spindelart som beskrevs av Simon 1901. Semorina iris ingår i släktet Semorina och familjen hoppspindlar. Inga underarter finns listade i Catalogue of Life.